# Girolamo Bernerio
Girolamo Bernerio OP (ur. w 1540 w Correggio, zm. 5 sierpnia 1611 w Rzymie) – włoski kardynał.

## Życiorys
Urodził się w 1540 roku w Correggio, jako syn Pietra Berneria i Antonii Dorii. W młodości wstąpił do zakonu dominikanów, a następnie studiował nauki humanistyczne, sztuki wyzwolone, filozofię i teologię. Po przyjęciu święceń kapłańskich, został wykładowcą teologii. 22 sierpnia 1586 roku został wybrany biskupem Ascoli Piceno, a 7 września przyjął sakrę. 16 listopada został kreowany kardynałem prezbiterem i otrzymał kościół tytularny San Tommaso in Parione. Podczas roku jubileuszowego 1600 zamówił kilka prac malarki Lavinii Fontany, którą bardzo poważał. 16 czerwca 1603 roku został podniesiony do rangi kardynała biskupa i otrzymał diecezję suburbikarną Albano. W tym samym roku został prefektem Kongregacji Indeksu, a dwa lata później zrezygnował z zarządzania diecezją. W 1607 roku, z racji objęcia diecezji Porto-Santa Rufina, został subdziekanem Kolegium Kardynalskiego. Zmarł 5 sierpnia 1611 roku w Rzymie.